# Dušan Kudrnovský
Dušan Kudrnovský (* 13. července 1975) je český skibobista, devítinásobný mistr světa, vítěz světového poháru a mistr České republiky z oddílu TJ Sokol Jablonec nad Jizerou (v mezičase Dukla Liberec). V roce 2008 se věnoval také kickboxu a na mistrovství České republiky se objevil po tříleté přestávce.

## Výsledky
- MS: 9x 1. místo
- SP: 1. místo celkově